# Leandro Campanari
Leandro Campanari (Rovigo, 20 ottobre 1857 – San Francisco, 22 aprile 1939) è stato un violinista, direttore d'orchestra e compositore italiano.
Nato a Rovigo da Antonio e da Luigia Bazana, era il fratello del violoncellista e baritono Giuseppe Campanari.

## Biografia
Iniziò i suoi studi in età molto precoce, visto il suo talento: fu inviato al Conservatorio Cesare Pollini all'età di 9 anni. A 12 anni andò in tour in Italia come violinista enfant prodige. A 15 anni, entrò al Conservatorio di Milano dove studiò violino, armonia, contrappunto e direzione d'orchestra con i maestri Franco Faccio e Antonio Bazzini. A 19 anni si diplomò in violino e tenne subito una stagione in Inghilterra.
Nel 1881 si trasferì negli Stati Uniti d'America e fece il suo debutto come solista con la Boston Symphony Orchestra, tenendo numerosi concerti in tutti gli Stati. Tornò in Europa per breve tempo, ma fece ritorno negli Stati Uniti, dove rimase per tre anni come direttore della Scuola di violino presso il New England Conservatory of Music di Boston. Assunse anche la direzione della musica presso la Chiesa dell'Immacolata Concezione e presentò molte importanti opere sacre per la prima volta in quella città.
Dopo Boston, Campanari tornò in Italia nel 1886 e organizzò il Quartetto d'archi Campanari, e girò con grande successo per due anni. Durante questo periodo molti compositori degni di nota, tra i quali Giacomo Puccini, Alfredo Catalani, Sgambati, Bazzini, Arturo Vanbianchi, Frugatta, Bossi e Guglielmo Andreoli junior, composero musica appositamente per il Quartetto Campanari.
Tornato negli Stati Uniti nel 1890, divenne professore di violino presso il College of Music di Cincinnati, per sei anni.
Rientrato in Italia nel 1896, si divise tra Milano, Parigi e Londra. A Milano introdusse una serie di prime esecuzioni in Italia di opere orchestrali ormai famose nel mondo. Diresse inoltre l'opera a Milano, Venezia e Genova. Proprio nella città ligure ebbe l'opportunità di suonare il violino di Paganini, il Cannone Guarneri. Eseguì l'Ave Maria di Charles Gounod e la Campanella di Franz Liszt.
Nel 1907 apparve a New York come uno dei direttori dell'Opera Company Hammerstein. Inoltre diresse la Philadelphia Symphony Orchestra per un breve periodo di tempo e poi le orchestre di Wilmington, Washington, Baltimora, Los Angeles e San Francisco. A causa della grave malattia della moglie, Persis Bell, americana e anche lei violinista, Campanari si mosse verso California, ma, dopo la sua guarigione, riprese il suo lavoro come virtuoso e direttore d'orchestra.

## Campanari e Verdi
La conoscenza fra Leandro Campanari e Giuseppe Verdi si estese lungo un periodo di molti anni. Da giovane suonò in un'orchestra diretta dal compositore e l'ultima opera di Verdi andò in scena per la prima volta sotto la direzione di Campanari. Suo fratello Umberto Campanari, avvocato, fu uno degli amministratori delle proprietà immobiliari di Verdi. Leandro scrisse un testo intimo sulla sua relazione con il maestro, pubblicato sulla rivista The Etude (1910). 

## Opere
Campanari compose musica da camera e numerose trascrizioni per archi, molte canzoni in inglese e tre libri di testo per violino.